# Mednarodna teološka komisija
Mednarodna teološka komisija (MTK angleško: International Theological Commission; latinsko: Commissio Theologica Internationalis; italijansko: Commissione teologica internazionale) je ustanova Rimske kurije v Katoliški Cerkvi v Vatikanu; daje navodila glede pravovernosti cerkvenega nauka (magisterium), in spada pod Odbor za nauk vere (DNV), ki je eden od odborov Rimske kurije. Šteje največ 30 katoliških teologov, ki jih določi papež na predlog predsednika DNV za obdobje petih let. Srečujejo se letno za teden dni v Rimu, kjer je sedež te komisije.

## Vodstvo

### Predsedniki
Prefekt Odbora za nauk ver je obenem predsednik komisije ex officio. Predsedovali so:
- Franjo Šeper (1969–1981)
- Joseph Ratzinger (1981–2005)
- William Joseph Levada (2005–2012)
- Gerhard Ludwig Müller (2012–2017)
- Luis Francisco Ladaria Ferrer, S.J. (2017–2023)
- Víctor Manuel Fernández (2023-sedaj)

### Glavno tajništvo
Glavni tajniki so bili po vrsti vsi Francozi:
- Philippe Delhaye (1972-1989)
- Georges Cottier, OP (1989-2004)
- Luis Ladaria Ferrer, DJ (2004-2009)[7]
- Charles Morerod, OP (2009-2011)[8]
- Serge-Thomas Bonino, OP (Francija) (2011-2021)[9]
- Piero Coda (2021-doslej)

## Člani mednarodne teološke komisije

### Seznam članov za deseto petletko (2021-2026)
Imenovani 27. julija 2021
1. Edouard Ade, Benín
2. Alenka Arko Skupnost Loyola, Slovenija-Rusija
3. Yury Avvakumov, Nemčija - Ukrajina
4. Antonio Luiz Catelan Ferreira, Brazilija
5. Piero Coda, glavni tajnik, Italija
6. Alberto Cozzi, Italija
7. Peter Dubovsky DJ, Slovaška
8. Jorge J. Ferrer DJ, Portoriko
9. Mario Ángel Flores Ramos, Mehika
10. Simon Francis Gaine OP Velika Britanija
11. Carlos María Galli, Argentina
12. Gaby Alfred Hachem, Libanon
13. Reinhard Huetter, ZDA
14. Marek Jagodzinki, Poljska
15. Thomas Kollamparampil, KBD[11][12][13], Indija
16. Victor Ronald La Barrerra Villarreal, Peru
17. Karl-Heinz Menke, Nemčija
18. Isabell Naumann ISSM, Avstralija
19. Josée Ngalula, Vzhodni Kongo[14]
20. John Junyang Park, Koreja
21. Bernard Pottier DJ, Belgija
22. Javier Prades López,  Španija
23. Marianne Schlosser, Nemčija- Avstrija
24. Nicholaus Segeja M'Hela, Tanzanija
25. Gabino Uribarri Bilbao DJ, Španija
26. Philippe Vallin, Francija
27. Étienne Veto ICN, Francija-ZDA
28. Robin Darling Young, ZDA

### Seznam članov za deveto petletko (2014-2019)
Imenovani so bili 19. junija 2009
1. Serge-Thomas Bonino OP, glavni tajnik, Francija
2. Terwase Henry Akaabiam, Nigerija
3. Prudence Allen RSM, ZDA
4. Alenka Arko Skupnost Loyola, Rusija - Slovenija
5. Antonio Luiz Catelan Ferreira, Brazilija
6. Piero Coda, Italija
7. Lajos Dolhai, Madžarska
8. Peter Dubovský DJ, Slovaška
9. Mario Ángel Flores Ramos, Mehika
10. Carlos María Galli, Argentina
11. Krzysztof Góźdź, Poljska
12. Gaby Alfred Hachem, Libanon
13. Thomas Kollamparampil CMI, Indija
14. Koffi Messan Laurent Kpogo, Togo
15. Oswaldo Martínez Mendoza, Kolumbija
16. Moira Mary Mcqueen, Kanada - Velika Britanija
17. Karl-Heinz Menke, Nemčija
18. John Junyang Park, Koreja
19. Bernard Pottier DJ, Belgija
20. Javier Prades López, Španija
21. Tracey Rowland, Avstralija
22. Héctor Gustavo Sánchez Rojas SCV, Peru
23. Marianne Schlosser, Avstrija - Nemčija
24. Nicholaus Segeja M'Hela, Tanzanija
25. Pierangelo Sequeri, Italija
26. Željko Tanjić, Hrvaška
27. Gerard Timoner OP, Filipini
28. Gabino Uribarri Bilbao DJ, Španija
29. Philippe Vallin, Francija
30. Thomas Weinandy OFMCap, ZDA

### Seznam članov za osmo petletko (2009-2013)
Imenovani so bili 19. junija 2009.
1. Savio Hon Tai-Fai SDB (tajnik Kongregacije za evangelizacijo narodov , Kitajska, Vatikansko mesto)
2. Jan W. M. Liesen, (škof v Bredi, Nizozemska)
3. Charles Morerod OP (škof v Lozani, Ženevi in Freiburgu, Švica)
4. Paul Rouhana OLM (naslovni škof v Antaradu, škof patriarhalnega vikariata Sarba v Libanonu)
5. Peter Damian Akpunonu (Nigerija, profesor svetopisemske razlage na Univerzi Santa María del Lago, semenišče Mundelein v Chicagu, ZDA)
6. Serge Thomas Bonino OP glavni tajnik (profesor filozofije na Katoliškem inštitutu v Toulousu in teologije na Estudio Dominico de Toulouse, Francija).
7. Geraldo Luiz Borges Hackmann (profesor Splošnega bogoslovja na Pontificia Universidad Católica de Río Grande do Sul de Puerto Alegre, Brazilija)
8. Sara Butler MSBT (profesorica dogmatične teologije na Universidad de Santa María del Lago [Mundelein Seminary] de Chicago, ZDA)
9. Antonio Castellano SDB (Čile, profesor splošnega bogoslovja na Papeški salezijanski univerzi (Università Pontificia Salesiana, UPS), Italija. [17]
10. John Cavadini (profesor bogoslovja na Universidad de Notre Dame de South Bend, ZDA)
11. Adelbert Denaux (dekan na Teološki šoli v Tilburg-u, Nizozemska)
12. Marco Doldi (profesor moralke na Facultad Teológica de la Italia Septentrional, Sección de Génova, Italija)
13. Gilles Emery OP (profesor dogmatike na Teološki fakulteti v Friburgu, Švica)
14. Mario Ángel Flores (profesor splošnega bogoslovja in patrologije na Facultad de Teología de la Pontificia Universidad Católica de México, Mehika)
15. Francis Gustilo SDB (profesor osnovnega bogoslovja in duhovnosti na Centro de Estudios Don Bosco de Parañaque, Manila, Filipini)
16. Barbara Hallensleben (profesorica dogmatike in ekumenizma na Teološki fakulteti v Friburgu, Švica)
17. Tomislav Ivančić (profesor na Katedri za Osnovno bogoslovje pri Bogoslovni fakulteti v Zagrebu, Hrvaška)
18. István Ivancsó (profesor vzhodne liturgike na Višjem grškokatoliškem teološkem inštitutu v Nyíregyházi, Madžarska)
19. Tony Kelly CSsR (profesor splošnega bogoslovja na Universidad Católica Australiana, Avstralija)
20. Paul McPartlan (profesor splošnega bogoslovja na Ameriški katoliški univerzi v Wshingtonu, ZDA).
21. Thomas Norris, (profesor splošnega bogoslovja na Pontificia Universidad de Saint Patrick's College, Maynooth, Irska)
22. Javier Prades López (profesor splošnega bogoslovja na Universidad Eclesiástica San Dámaso de Madrid, Španija)
23. Johannes Reiter (profesor moralke na Facultad de Teología de Maguncia, Nemčija)
24. Leonard Santedi Kinkupu (profesor splošnega bogoslovja na Facultad de Teología de la Universidad Católica del Congo, Kinšasa, Vzhodni Kongo)
25. Pierangelo Sequeri (profesor osnovnega bogoslovja na Facultad de Teología de la Italia Septentrional, Milan, Italija)
26. Thomas Söding (profesor razlage nove zaveze na Katholisch-Theologisches Fakultät de Bochum, Nemčija)
27. Jerzy Szymik (profesor splošnega bogoslovja na Universidad de Katowice, Poljska)
28. Philippe Vallin (profesor splošnega bogoslovja na Facultad de Teología de la Universidad de Estrasburgo,  Francija)
29. Dominic Veliath SDB (profesor splošnega bogoslovja na Facultad de Teología del Kristu Jyoti College de Bangalore, Indija)
30. Guillermo Zuleta (profesor splošnega bogoslovja na Derecho canónico en la Universidad de Medellín, Kolumbija)

### Seznam članov za sedmo petletko
Imenovani 9. februarja 2004
- Peter Damian Akpunonu (Nigerija)
- Serge Thomas Bonino OP (Francija)
- Geraldo Luis Borges Hackmann (Brazilija)
- Sara Butler MSBT (EU)
- Antonio Castellano SDB (Čile)
- Basil Cho Kyu-Man, pomožni škof v Seulu (Koreja)
- Santiago Elena del Cura (Španija)
- Adelbert Denaux (Belgija)
- Gilles Emery OP (Švica)
- Ricardo Antonio Ferrara (Argentina)
- Bruno Forte, nadškof v Chieti-Vasto (Italija)
- Pierre Gaudette (Kanada)
- Barbara Hallensleben (Švica)
- Savio Hon Tai-Fai SDB (Kitajska, Hong Kong)
- Tomislav Ivančić (Hrvaška)
- István Ivancsó (Madžarska)
- Tony Kelly, CSsR (Avstralija)
- Luis Ladaria DJ (Španija)
- Jan Wilhelmus Liesen (Nizozemska)
- John Michael McDermott DJ (EU)
- Paul McPartlan (Velika Britanija)
- Roland Minnerath, nadškof v Dijonu (Francija)
- Thomas Norris (Irska)
- Johannes Reiter (Nemčija)
- Paul Rouhana (Líbanon)
- Ignazio Sanna (Italija)
- Léonard Kinkupu Santedi (Vzhodni Kongo)
- Thomas Söding (Nemčija)
- Jerzy Szymik (Poljska)
- Dominic Veliath SDB (Indija)

### Šesta petletka
Imenovani 10. oktobra 1997
- Charles Acton (Velika Britanija)
- Christopher Begg (EU)
- Tanios Bou Mansour OLM (Líbanon)
- Jean-Louis Bruguès OP (Francija)
- Georges Marie Martin Cottier OP (Švica)
- Santiago Elena del Cura (Španija)
- Joseph Augustine Di Noia OP (EU)
- Willem Jacobus Eijk (Nizozemska)
- Bruno Forte (Italija)
- Mario De França Miranda DJ (Brazilija)
- Pierre Gaudette (Kanada)
- Adolphe Gesché (Belgija)
- Gösta Hallonsten (Skandinavija)
- George Karakkunnel (Indija)
- Sebastian Karotemprel SDB (Indija)
- Luis Ladaria DJ (Španija)
- Roland Minnerath (Francija)
- Francis Moloney SDB (Avstralija)
- Gerhard Ludwig Müller (Nemčija)
- Henrique de Noronha Galvão (Portugalska)
- Thomas Norris (Irska)
- Adewale Anthony Ojo (Nigerija)
- Hermann Josef Pottmeyer (Nemčija)
- Rafael Salazar Cardenas MSpS (Mehika)
- Fadel Sidarouss DJ (Egipt)
- Anton Štrukelj (Jugoslavija; od 25. junija 1991 Slovenija)
- Luis Tagle (Filipini)
- Shun’ichi Takayanagi DJ (Japonska)
- László Vanyó (Madžarska)
- Tomasz Węcławski (Poljska)
- Sergio Zañartu Undurraga DJ (Čile)

### Peta petletka
Imenovani 3. julija 1992
- Charles Acton
- Barthélémy Adoukonou
- Jan Ambaum
- Jean-Louis Bruguès OP
- Giuseppe Colombo
- Jean Corbon
- Georges Cottier OP
- Joseph Doré PSS
- Avery Dulles DJ
- Mario de França Miranda DJ
- Adolphe Gesché
- Joachim Gnilka
- Ivan Golub (Hrvaška)
- Gosta Hallosten
- Tadahiko Iwashima DJ
- Sebastian Karotemprel SDB
- Luis Ladaria DJ
- Gilles Langevin DJ
- Michael Ledwith
- William May
- Francis Moloney SDB
- Stanisław Nagy SCI
- Henrique De Noronha Galvâo
- Joseph OBei-Bonsu
- Servais Pinckaers OP
- Hermann Joseph Pottmeyer
- Candido Pozo DJ
- Christoph von Schönborn OP
- Norbert Strotmann Hope MSC
- Andrzej Szostek MIC
- Max Thurian
- László Vanyó
- P. Szostek: imenovan 19. novembra 1992[21]

### Četrta petletka
Imenovani 23. maja 1986
- Barthélémy Adoukonou
- Jan Ambaum
- Hans Urs von Balthasar
- Jean-Louis Bruguès OP
- Carlo Caffarra
- Jean Colbon
- Giuseppe Colombo
- George Cottier OP
- Philippe Delhaye
- Wilhelm Ernst
- John Finnis
- Joachim Gnilka
- José Miguel Ibáñez Langlois
- Walter Kasper
- Boaventura Kloppenburg OEM
- Gilles Langëvin DJ
- Michael Ledwith
- William E. May
- Jorge Medina Estévez
- Peter Miyakawa
- Francis Moloney SDB
- Stanislaw Nagy SCI
- Henrique De Noronha Galvão
- James Okoye CSSp
- Franc Perko (Jugoslavija; od 25. junija 1991 Slovenija)
- Carl Peter
- Cándido Pozo
- Christoph von Schönborn OP
- Jan Walgrave
- Felix Wilfred

### Tretja petletka
Imenovani 12. avgusta 1980
- Barnabas Ahern CP (EU)
- Juan Alfaro DJ (Španija)
- Catalino G. Arévalo DJ (Filipini)
- Hans Urs von Balthasar (Švica)
- Carlo Caffarra (Italija)
- Giuseppe Colombo (Italija)
- Yves Congar OP (Francija)
- Philippe Delhaye (Belgija)
- Wilhelm Ernst (Vzhodna Nemčija)
- Pierre Eyt (Francija)
- Ivan Fuček DJ (Jugoslavija)
- Ferenc Gál (Madžarska)
- Edouard Hamel DJ (Kanada)
- Walter Kasper (Zahodna Nemčija)
- Elie Khalife Hachem OLM (Maronitski patriarhat)
- Boaventura Kloppenburg OFM (Brazilija)
- Michael Ledwith (Irska)
- Karl Lehmann (Zvezna republika Nemčija)
- Jorge Medina Estévez (Čile)
- John Onaiyekan (Nigerija)
- Carl Peter (EU)
- Candido Pozo DJ (Španija)
- Walter Principe CSB (Kanada)
- Ignacy Różycki (Poljska)
- Christoph von Schönborn OP (Avstrija)
- Heinz Schürmann (Vzhodna Nemčija)
- Bernard Sesboüé DJ (Francija)
- John Thornhill SM (Avstralija)
- Cipriano Vagaggini OSB (Italija)
- Jan Walgrave OP (Belgija)

### Druga petletka
Imenovani 1. avgusta 1974
- Barnabas Ahern CP (EU)
- Juan Alfaro JIménez DJ (Španija)
- Catalino G. Arévalo DJ (Filipini)
- Hans Urs von Balthasar (Švica)
- Louis Bouyer dO (Francija)
- Walter Burghardt DJ (EU)
- Carlo Caffarra (Italija)
- Raniero Cantalamessa OFM (Italija)
- Yves Congar OP (Francija)
- Philippe Delhaye (Belgija)
- Edouard Dhanis DJ
- Wilhelm Ernst (Vzhodna Nemčija)
- Olegario Gonzalez de Cardedal (Španija)
- Edouard Hamel DJ (Kanada)
- Boguslaw Inlender (Poljska)
- Boaventura Kloppenburg OFM (Brazilija)
- Marie-Joseph Le Guillou OP (Francija)
- Karl Lehmann (Zahodna Nemčija)
- Joseph Lescrauwaet MSC (Nizozemska)
- John Mahoney DJ (Velika Britanija)
- Gustave Martelet DJ (Francija)
- Jorge Medina Estévez (Čile)
- Vincent Mulago (Zaire) [25]
- Joseph Ratzinger (Zahodna Nemčija)
- Georges Saber OLM (Líbanon)
- Heinz Schürmann (Demokratična republika Nemčija)[26]
- Otto Semmelroth DJ (Zahodna Nemčija) [27]
- Anton Strle (Jugoslavija)
- Jean-Marie Tillard OP (Kanada)
- Cipriano Vagaggini OSB (Italija)
- Jan Walgrave OP (Belgija)
- P. Bouyer iz osebnih razlogov ni sprejel imenovanja; zato ga je zamenjal P. Dhanis[28]

### Prva petletka
Imenovani 1. maja 1969.
- Barnabas Ahern CP (EU)
- Hans Urs von Balthasar (Švica)
- Louis Bouyer dO (Francija)
- Walter Burghardt DJ  (EU)
- Carlo Colombo (Italija)
- Yves Congar OP (Francija)
- Philippe Delhaye (Belgija)
- Johannes Feiner (Švica)
- André Feuillet PSS (Francija)
- Lucio Gera (Argentina)
- Olegario González de Cardedal (Španija)
- Ignace Abdo Khalifé DJ ([[Líbanon)
- Franz Lakner DJ (Avstrija)
- Marie-Joseph Le Guillou OP (Francija)
- Joseph Lescrauwaet MSC (Nizozemska)
- Bernard Lonergan DJ (Kanada)
- Henri de Lubac DJ (Francija)
- Andreas H. Maltha OP (Nizozemska)
- Jorge Medina Estevez (Čile)
- Péter Nemehegyi DJ (Madžarska]])
- Stanislaw Olejnik (Poljska)
- Gérard Philips (Belgija)
- Karl Rahner DJ (Zahodna Nemčija)
- Joseph Ratzinger (Zahodna Nemčija)
- Roberto Mascarenhas Roxo (Brazilija)
- Tomislav Šagi-Bunić OFMCap (Jugoslavija)
- Rudolf Schnackenburg (Poljska)
- Heinz Schürmann (Vzhodna Nemčija)
- Tharcisius Tshimbangu
- Cipriano Vagaggini OSB (Italija)

### Dela
(italijansko)
1. Riflessioni su finalità e metodi della Commissione (1969)
2. Il sacerdozio cattolico (1970)
3. L'unità della fede e il pluralismo teologico (1972)
4. L'apostolicità della Chiesa e la successione apostolica (1973)
5. La morale cristiana e le sue norme (1974): tesi di Reiner Schürmann e von Balthasar
6. Magistero e teologia (1975)
7. Promozione umana e salvezza cristiana (1976)
8. La dottrina cattolica sul sacramento del matrimonio (1977): proposizioni della CTI; 16 tesi cristologiche di Martelet
9. Alcune questioni riguardanti la cristologia (1979)
10. Teologia, cristologia, antropologia (1981)
11. La riconciliazione e la penitenza (1982)
12. Dignità e diritti della persona umana (1983)
13. Temi scelti di ecclesiologia (1985)
14. La coscienza che Gesù aveva di se stesso e della sua missione (1985)
15. Fede e inculturazione (1988)
16. L'interpretazione dei dogmi (1989)
17. Alcune questioni attuali di escatologia (1992)
18. Alcune questioni sulla teologia della Redenzione (1995)
19. Il Cristianesimo e le religioni (1997)
20. Memoria e riconciliazione: La Chiesa e le colpe del passato (2000)
21. Diaconato. Evoluzione e prospettive  (2002)
22. Comunione e servizio. La persona umana creata ad immagine di Dio  (2004)
23. La speranza della salvezza per i bambini che muoiono senza Battesimo  (2007)
24. Alla ricerca di un'etica universale: nuovo sguardo sulla legge naturale  (2009)
25. Teologia oggi. Prospettive, principi, criteri (2012)
26. Dio Trinità, unità degli uomini. Il monoteismo cristiano contro la violenza (2014)[1]
27. Sensus fidei nella vita della Chiesa (2014)
28. La sinodalità nella vita e nella missione della Chiesa  (2018)
29. La libertà religiosa per il bene di tutti  (2019)
30. Reciprocità tra fede e sacramenti nell'economia sacramentale  (2020)